# Lysinema
Lysinema (лат.) — род растений семейства Вересковые.

## Ареал
Виды рода Lysinema являются эндемиками Австралии. Встречаются в Западной Австралии.

## Биологическое описание
Вечнозелёные кустарники. Листья супротивные, без прилистников, черешковые или сидячие; листовые пластинки плоские.
Цветки одиночные или собраны в соцветия; тычинок 5. Однополые цветки отсутствуют, растения являются гермафродитами; опыляются насекомыми или птицами.
Плод — безмякотная коробочка.

## Виды
Род включает в себя следующие виды:
- Lysinema brevilimbatum F.Muell.
- Lysinema ciliatum R.Br.
- Lysinema conspicuum R.Br.
- Lysinema elegans Sond.
- Lysinema fimbriatum F.Muell.
- Lysinema lasianthum R.Br.
- Lysinema pentapetalum R.Br.